# Top 16 2007/08
Die Top 16 2007/08 war die 28. französische Mannschaftsmeisterschaft im Schach.
Meister wurde der Titelverteidiger Club de Clichy-Echecs-92. Aus der Nationale II waren C.E. de Bois-Colombes, der Club de Marseille Duchamps, der Club de A.J.E. Noyon und der Club de La Tour Hyéroise aufgestiegen. Während Noyon den Klassenerhalt erreichte, wären rein sportlich Bois-Colombes, Hyères und Marseille Duchamps zusammen mit dem Club de Bischwiller abgestiegen, da jedoch der Club de Orcher la Tour Gonfreville seine Mannschaft zurückzog, blieb Bois-Colombes noch in der Top 16.
Zu den gemeldeten Mannschaftskadern siehe Mannschaftskader der Top 16 2007/08.

## Modus
Das Turnier war unterteilt in eine Vorrunde und eine Endrunde. Die 16 teilnehmenden Mannschaften wurden in zwei Achtergruppen (Poule A und Poule B) eingeteilt und spielten in diesen ein einfaches Rundenturnier. Die ersten Vier beider Gruppen spielten im Poule Haute, die letzten vier im Poule Basse gegen den Abstieg. Mannschaften, die bereits in der Vorrunden aufeinandertrafen, spielten in der Endrunde nicht erneut gegeneinander. Über die Platzierung entschied zunächst die Summe der in Vorrunde und Endrunde erzielten Mannschaftspunkte (3 Punkte für einen Sieg, 2 Punkte für ein Unentschieden, 1 Punkt für eine Niederlage, 0 Punkte für eine kampflose Niederlage), anschließend der direkte Vergleich, danach die Differenz zwischen Gewinn- und Verlustpartien.

## Spieltermine
Die Wettkämpfe wurden ausgetragen vom 22. bis 24. März, vom 10. bis 13. April und vom 29. Mai bis 1. Juni 2008. Im Poule A wurden in den ersten drei Runden je zwei Wettkämpfe in Marseille und Clichy gespielt, während die vierte bis siebte Runde zentral in Montpellier ausgerichtet wurde. Im Poule B wurden in den ersten drei Runden je zwei Wettkämpfe in Cannes und Gonfreville-l’Orcher gespielt, während die vierte bis siebte Runde zentral in Noyon durchgeführt wurden. Sämtliche Wettkämpfe des Poule Haute und des Poule Basse fanden in Évry statt.

## Vorrunde

### Gruppeneinteilung
Die 16 Mannschaften wurden wie folgt in die zwei Vorrunden eingeteilt:
| Poule A                               | Poule B                                |
| ------------------------------------- | -------------------------------------- |
| Club de Clichy-Echecs-92 (1)          | Association Cannes-Echecs (2)          |
| Club de La Tour Sarrazine Antibes (5) | Club de Orcher la Tour Gonfreville (4) |
| Club de Mulhouse Philidor (6)         | Évry Grand Roque (7)                   |
| Club de Montpellier Echecs (9)        | Club de Bischwiller (8)                |
| Club de Vandœuvre-Echecs (10)         | Club d’Echecs Metz Fischer (11)        |
| Club de Marseille Echecs (14)         | Cercle d’Echecs de Strasbourg (12)     |
| C.E. de Bois-Colombes (A)             | Club de A.J.E. Noyon (A)               |
| Club de Marseille Duchamps (A)        | Club de La Tour Hyéroise (A)           |

Anmerkung: Die Vorjahresplatzierung wird eingeklammert angegeben, bei den Aufsteigern ist stattdessen ein „A“ angegeben.

### Poule A
Während Clichy, Montpellier und Mulhouse sich schon vorzeitig die Plätze im Poule Haute gesichert hatten, qualifizierte sich Vandœuvre erst in der letzten Runde.

#### Abschlusstabelle
| Pl. | Verein                            | Sp | G | U | V | MP | Brett-P. |
| --- | --------------------------------- | -- | - | - | - | -- | -------- |
| 01. | Club de Clichy-Echecs-92 (M)      | 7  | 7 | 0 | 0 | 21 | 28:3     |
| 02. | Club de Montpellier Echecs        | 7  | 5 | 0 | 2 | 17 | 22:12    |
| 03. | Club de Mulhouse Philidor         | 7  | 5 | 0 | 2 | 17 | 16:12    |
| 04. | Club de Vandœuvre-Echecs          | 7  | 4 | 0 | 3 | 15 | 17:15    |
| 05. | Club de Marseille Echecs          | 7  | 4 | 0 | 3 | 15 | 18:13    |
| 06. | Club de La Tour Sarrazine Antibes | 7  | 2 | 0 | 5 | 11 | 13:17    |
| 07. | C.E. de Bois-Colombes (N)         | 7  | 1 | 0 | 6 | 9  | 12:26    |
| 08. | Club de Marseille Duchamps (N)    | 7  | 0 | 0 | 7 | 7  | 4:32     |

#### Entscheidungen
|     | Teilnehmer am Poule Haute: Club de Clichy-Echecs-92, Club de Montpellier Echecs, Club de Mulhouse Philidor, Club de Vandœuvre-Echecs      |
|     | Teilnehmer am Poule Basse: Club de Marseille Echecs, Club de La Tour Sarrazine Antibes, C.E. de Bois-Colombes, Club de Marseille Duchamps |
| (M) | Meister der letzten Saison |
| (N) | Aufsteiger der letzten Saison |

#### Kreuztabelle
| Ergebnisse | Ergebnisse                        | 01. | 02. | 03. | 04. | 05. | 06. | 07. | 08. |
| ---------- | --------------------------------- | --- | --- | --- | --- | --- | --- | --- | --- |
| 01.        | Club de Clichy-Echecs-92          |     | 5:1 | 4:0 | 2:0 | 3:1 | 3:0 | 5:0 | 6:1 |
| 02.        | Club de Montpellier Echecs        | 1:5 |     | 2:0 | 4:2 | 2:3 | 3:2 | 5:0 | 5:0 |
| 03.        | Club de Mulhouse Philidor         | 0:4 | 0:2 |     | 2:1 | 3:1 | 3:1 | 4:1 | 4:2 |
| 04.        | Club de Vandœuvre-Echecs          | 0:2 | 2:4 | 1:2 |     | 3:2 | 3:2 | 4:3 | 4:0 |
| 05.        | Club de Marseille Echecs          | 1:3 | 3:2 | 1:3 | 2:3 |     | 3:1 | 5:0 | 3:1 |
| 06.        | Club de La Tour Sarrazine Antibes | 0:3 | 2:3 | 1:3 | 2:3 | 1:3 |     | 3:2 | 4:0 |
| 07.        | C.E. de Bois-Colombes             | 0:5 | 0:5 | 1:4 | 3:4 | 0:5 | 2:3 |     | 6:0 |
| 08.        | Club de Marseille Duchamps        | 1:6 | 0:5 | 2:4 | 0:4 | 1:3 | 0:4 | 0:6 |     |

### Poule B
In der zweiten Gruppe stand Cannes schon vor der letzten Runde als Teilnehmer am Poule Haute fest, während sich Évry, Gonfreville und Metz erst in der letzten Runde qualifizierten.

#### Abschlusstabelle
| Pl. | Verein                             | Sp | G | U | V | MP | Brett-P. |
| --- | ---------------------------------- | -- | - | - | - | -- | -------- |
| 01. | Association Cannes-Echecs          | 7  | 7 | 0 | 0 | 21 | 27:5     |
| 02. | Évry Grand Roque                   | 7  | 4 | 2 | 1 | 17 | 20:8     |
| 03. | Club de Orcher la Tour Gonfreville | 7  | 3 | 3 | 1 | 16 | 18:10    |
| 04. | Club d’Echecs Metz Fischer         | 7  | 3 | 1 | 3 | 14 | 17:15    |
| 05. | Club de A.J.E. Noyon (N)           | 7  | 3 | 1 | 3 | 14 | 15:17    |
| 06. | Cercle d’Echecs de Strasbourg      | 7  | 2 | 2 | 3 | 13 | 12:13    |
| 07. | Club de Bischwiller                | 7  | 1 | 1 | 5 | 10 | 9:26     |
| 08. | Club de La Tour Hyéroise (N)       | 7  | 0 | 0 | 7 | 7  | 4:28     |

#### Entscheidungen
|     | Teilnehmer am Poule Haute: Association Cannes-Echecs, Évry Grand Roque, Club de Orcher la Tour Gonfreville, Club d’Echecs Metz Fischer |
|     | Teilnehmer am Poule Basse: Club de A.J.E. Noyon, Cercle d’Echecs de Strasbourg, Club de Bischwiller, Club de La Tour Hyéroise          |
| (N) | Aufsteiger der letzten Saison |

#### Kreuztabelle
| Ergebnisse | Ergebnisse                         | 01. | 02. | 03. | 04. | 05. | 06. | 07. | 08. |
| ---------- | ---------------------------------- | --- | --- | --- | --- | --- | --- | --- | --- |
| 01.        | Association Cannes-Echecs          |     | 2:0 | 4:1 | 3:1 | 5:1 | 3:0 | 5:1 | 5:1 |
| 02.        | Évry Grand Roque                   | 0:2 |     | 2:2 | 2:2 | 4:0 | 2:1 | 4:0 | 6:1 |
| 03.        | Club de Orcher la Tour Gonfreville | 1:4 | 2:2 |     | 4:2 | 0:0 | 2:2 | 6:0 | 3:0 |
| 04.        | Club d’Echecs Metz Fischer         | 1:3 | 2:2 | 2:4 |     | 4:2 | 0:2 | 4:2 | 4:0 |
| 05.        | Club de A.J.E. Noyon               | 1:5 | 0:4 | 0:0 | 2:4 |     | 3:2 | 5:1 | 4:1 |
| 06.        | Cercle d’Echecs de Strasbourg      | 0:3 | 1:2 | 2:2 | 2:0 | 2:3 |     | 2:2 | 3:1 |
| 07.        | Club de Bischwiller                | 1:5 | 0:4 | 0:6 | 2:4 | 1:5 | 2:2 |     | 3:0 |
| 08.        | Club de La Tour Hyéroise           | 1:5 | 1:6 | 0:3 | 0:4 | 1:4 | 1:3 | 0:3 |     |

## Endrunde

### Poule Haute
Cannes und Clichy waren mit 7 Siegen in den Poule Haute gestartet und wiesen damit bereits einen deutlichen Vorsprung auf den Rest des Feldes auf. Nachdem Clichy die ersten drei Runden des Poule Haute gewann, Cannes aber ein Unentschieden gegen Montpellier abgab, verteidigte Clichy mit einem Unentschieden im direkten Vergleich den Titel.

#### Abschlusstabelle
| Pl. | Verein                             | Sp | G  | U | V | MP | Brett-P. |
| --- | ---------------------------------- | -- | -- | - | - | -- | -------- |
| 01. | Club de Clichy-Echecs-92 (M)       | 11 | 10 | 1 | 0 | 32 | 45:5     |
| 02. | Association Cannes-Echecs          | 11 | 9  | 2 | 0 | 31 | 40:9     |
| 03. | Club de Montpellier Echecs         | 11 | 6  | 3 | 2 | 26 | 34:21    |
| 04. | Évry Grand Roque                   | 11 | 6  | 3 | 2 | 26 | 31:15    |
| 05. | Club de Orcher la Tour Gonfreville | 11 | 5  | 4 | 2 | 25 | 29:19    |
| 06. | Club de Mulhouse Philidor          | 11 | 5  | 0 | 6 | 21 | 17:33    |
| 07. | Club de Vandœuvre-Echecs           | 11 | 5  | 0 | 6 | 21 | 24:27    |
| 08. | Club d’Echecs Metz Fischer         | 11 | 4  | 1 | 6 | 20 | 26:32    |

#### Entscheidungen
|     | Französischer Meister: Club de Clichy-Echecs-92                                         |
|     | Absteiger in die Nationale I: Club de Orcher la Tour Gonfreville (freiwilliger Rückzug) |
| (M) | Meister der letzten Saison                                                              |

#### Kreuztabelle
| Ergebnisse | Ergebnisse                         | 01. | 02. | 03. | 04. | 05. | 06. | 07. | 08. |
| ---------- | ---------------------------------- | --- | --- | --- | --- | --- | --- | --- | --- |
| 01.        | Club de Clichy-Echecs-92           |     | 1:1 |     | 4:1 | 6:0 |     |     | 6:0 |
| 02.        | Association Cannes-Echecs          | 1:1 |     | 2:2 |     |     | 6:0 | 4:1 |     |
| 03.        | Club de Montpellier Echecs         |     | 2:2 |     | 2:2 | 3:3 |     |     | 5:2 |
| 04.        | Évry Grand Roque                   | 1:4 |     | 2:2 |     |     | 5:0 | 3:1 |     |
| 05.        | Club de Orcher la Tour Gonfreville | 0:6 |     | 3:3 |     |     | 4:0 | 4:0 |     |
| 06.        | Club de Mulhouse Philidor          |     | 0:6 |     | 0:5 | 0:4 |     |     | 1:6 |
| 07.        | Club de Vandœuvre-Echecs           |     | 1:4 |     | 1:3 | 0:4 |     |     | 5:1 |
| 08.        | Club d’Echecs Metz Fischer         | 0:6 |     | 2:5 |     |     | 6:1 | 1:5 |     |

### Poule Basse
Rein sportlich standen vor der letzten Runde Marseille Duchamps (die zu den Wettkämpfen des Poule Basse nicht antraten, so dass diese für den jeweiligen Gegner mit 3:0 Mannschaftspunkten und 5:0 Brettpunkten gewertet wurden), Hyères, Bischwiller und Bois-Colombes bereits als Absteiger fest. Da jedoch durch den Rückzug von Gonfreville ein Platz frei wurde, konnte sich Bois-Colombes noch durch den Sieg gegen Bischwiller retten.

#### Abschlusstabelle
| Pl. | Verein                            | Sp | G | U | V  | MP | Brett-P. |
| --- | --------------------------------- | -- | - | - | -- | -- | -------- |
| 09. | Club de Marseille Echecs          | 11 | 7 | 1 | 3  | 26 | 30:17    |
| 10. | Club de A.J.E. Noyon (N)          | 11 | 5 | 1 | 5  | 22 | 26:24    |
| 11. | Cercle d’Echecs de Strasbourg     | 11 | 4 | 3 | 4  | 22 | 24:20    |
| 12. | Club de La Tour Sarrazine Antibes | 11 | 4 | 1 | 6  | 20 | 28:23    |
| 13. | C.E. de Bois-Colombes (N)         | 11 | 4 | 0 | 7  | 19 | 25:34    |
| 14. | Club de Bischwiller               | 11 | 2 | 2 | 7  | 17 | 18:35    |
| 15. | Club de La Tour Hyéroise (N)      | 11 | 1 | 0 | 10 | 13 | 10:45    |
| 16. | Club de Marseille Duchamps (N)    | 11 | 0 | 0 | 11 | 7  | 4:52     |

#### Entscheidungen
|     | Absteiger in die Nationale I: Club de Bischwiller, Club de La Tour Hyéroise, Club de Marseille Duchamps |
| (N) | Aufsteiger der letzten Saison                                                                           |

#### Kreuztabelle
| Ergebnisse | Ergebnisse                        | 09. | 10. | 11. | 12. | 13. | 14. | 15. | 16. |
| ---------- | --------------------------------- | --- | --- | --- | --- | --- | --- | --- | --- |
| 09.        | Club de Marseille Echecs          |     | 2:1 | 3:1 |     |     | 2:2 | 5:0 |     |
| 10.        | Club de A.J.E. Noyon              | 1:2 |     |     | 3:2 | 2:3 |     |     | 5:0 |
| 11.        | Cercle d’Echecs de Strasbourg     | 1:3 |     |     | 2:2 | 4:2 |     |     | 5:0 |
| 12.        | Club de La Tour Sarrazine Antibes |     | 2:3 | 2:2 |     |     | 4:1 | 7:0 |     |
| 13.        | C.E. de Bois-Colombes             |     | 3:2 | 2:4 |     |     | 3:1 | 5:1 |     |
| 14.        | Club de Bischwiller               | 2:2 |     |     | 1:4 | 1:3 |     |     | 5:0 |
| 15.        | Club de La Tour Hyéroise          | 0:5 |     |     | 0:7 | 1:5 |     |     | 5:0 |
| 16.        | Club de Marseille Duchamps        |     | 0:5 | 0:5 |     |     | 0:5 | 0:5 |     |

## Die Meistermannschaft
| 1.            | Club de Clichy-Echecs-92 |
| Schachfiguren | Dmitri Jakowenko, Pawel Eljanow, Yannick Pelletier, Laurent Fressinet, Pawel Tregubow, Manuel Apicella, Romain Édouard, Almira Scripcenco, Liviu-Dieter Nisipeanu, Arkadij Naiditsch. |